# 钓渭镇
钓渭镇，是中华人民共和国陕西省宝鸡市陈仓区下辖的一个乡镇级行政单位。

## 行政区划
钓渭镇下辖以下地区：
陕齿轮厂社区、张家村、梁家崖村、乙家崖村、高崖村、程家崖村、北村、南村、颉头村、寨子洼村、圪塔沟村、莫家洼村、大湾沟村、高桥沟村、朱家滩村、东崖村、西崖村、谭庄村、金台村、西洼村、东洼村、东风村、东阳村、红星村和西塬村。